# Vassiliki Kalogera
Vassiliki „Vicky“ Kalogera (em grego:  Βασιλική «Βίκυ» Καλογερά, Serres, Grécia, 1971) é uma astrofísica e astrônoma grega.
Kalogera estudou física na Universidade Aristóteles de Salonica com bacharelado em 1992, com mestrado em 1994 na Universidade de Illinois em Urbana-Champaign, onde obteve em 1997 um doutorado em astronomia, orientada por Ronald Webbink, com a tese Formation of low mass X-ray binaries. Esteve no pós-doutorado no Harvard-Smithsonian Center for Astrophysics. A partir de 2001 foi para a Universidade Northwestern, onde é desde 2009 professora da cátedra Erastus Otis Haven de Física e Astronomia.